# 深田浩嗣
深田 浩嗣（1976年 - ）は、日本の実業家、著述家。株式会社SprocketのCEO。

## 概要
京都府出身、京都大学工学部情報学科卒業。同大学院在学中株式会社ゆめみ創業。2014年、株式会社Sprocketを創業。

## 著書
- いちばんやさしいコンバージョン最適化の教本（インプレス、2017年2月）
- ゲームにすればうまくいく　―＜ゲーミフィケーション＞９つのフレームワーク （NHK出版、2012年4月）
- ソーシャルゲームはなぜハマるのか（SBクリエイティブ、2011年9月）